# Bartomeu Ferrer i Marí
Bartomeu Ferrer i Marí (Formentera, 1945 - Eivissa, 10 de febrer de 2005), fou un polític formenterer, alcalde de Formentera i diputat en la primera legislatura Parlament de les Illes Balears

## Trajectòria política
Durant la dècada de 1970 va fundar el periòdic Formentera Socialista i milità a la secció formenterera del PSIB-PSOE. A les eleccions al Parlament de les Illes Balears de 1983 fou elegit diputat i conseller del Consell Insular d'Eivissa i Formentera.
A les eleccions municipals espanyoles de 1987 fou escollit alcalde de Formentera, però fou apartat del càrrec el 22 d'abril de 1989 per una moció de censura conjunta d'Alianza Popular, CDS i GUIF. A les eleccions municipals espanyoles de 1991 fou escollit novament alcalde de Formentera en coalició amb el GUIF. El 1993 dimití i cedí el càrrec a Antoni Serra Colomar mercè el pacte de governabilitat signat per les dues formacions. Va continuar com a regidor fins a 1996, quan fou inhabilitat per l'afer del càmping des Ca Marí.
Va morir el 10 de febrer de 2005 a Eivissa després de passar un mes en coma a causa d'un episodi d'agressió domèstica.